# محمدرضا الطافی نشاط
محمدرضا الطافی نشاط (زاده ۱۳۰۵ - درگذشته ۱۳۹۰)، از عارفان عامی و امی شیعه اهل ایران بود.
وی در روستای همه کسی شهرستان بهار در استان همدان به دنیا آمد و در زادگاه خود به کشاورزی می‌پرداخت و در سال ۱۳۳۱ به همدان آمد و به لحاف دوزی مشغول شد. وی در روزگار جوانی از ارادتمندان  آخوند ملاعلی همدانی بود. شیخ رجبعلی خیاط به وی نظر داشت.
وی در ۷ اردیبهشت ۱۳۹۰ در همدان درگذشت.

## نمونه سخنان وی
«باید آرامش پیدا کنیم تا آدم بشیم. آرام شدیم آدم میشیم. آدم شدیم آگاه میشیم. آگاه شدیم خدا را پیدا می‌کنیم. خدا را که پیدا کردیم خودی میشیم.»